# Goniophysetis lactealis
Goniophysetis lactealis là một loài bướm đêm trong họ Crambidae.